# Saint-Étienne-de-Baïgorry
Saint-Étienne-de-Baïgorry (in basco Baigorri) è un comune francese di 1 645 abitanti situato nel dipartimento dei Pirenei Atlantici nella regione della Nuova Aquitania.

## Società

### Evoluzione demografica
Abitanti censiti